# سیفی هروی
سیف بن محمد بن یعقوب هروی (متولد: ۶۸۱ ه. ق. /۱۲۸۲ میلادی در هرات)، تاریخ‌ نگار و مداح اهل افغانستان فخرالدین و غیاث‌الدین کرت است و تاریخ هرات را بنام پادشاه اخیر در حدود سال ۷۲۰ ه. ق. (۱۳۲۰ میلادی) تألیف نمود. تاریخ او موسوم به تاریخ‌نامهٔ هرات یا تاریخ سیفی است.

## منبع
- تاریخ ادبیات، ادوارد براون